# Det Gule Palæ
Det Gule Palæ ("Det gula palatset") är en stadsvilla på Amaliegade 18 i Frederiksstaden i centrala Köpenhamn.

## Bakgrund
Palatset uppfördes 1759–1764 efter ritningar av Nicolas-Henri Jardin för köpmannen Frederik Bargum. År 1810 förvärvade kung Fredrik VI palatset, som därefter skulle fungera som gästbostad för kungafamiljens släktingar. År 1837 flyttade prins Kristian in i palatset, där han bodde med sin familj fram till 1865, varefter de residerade på Amalienborgs slott.
Det Gule Palæ ägs idag av danska staten genom Slots- og Ejendomsstyrelsen och inrymmer Hofmarskallatet.
Beteckningen Det Gule Palæ har använts/används om en rad andra byggnader, bland annat ett numera rivet palats på herrgården Torbenfeldt av arkitekt Ivar Bentsen, ett kvarter i De Gamles By i Köpenhamn och ett bostadskomplex på Ordrup Jagtvej.